# 266
Năm 266 là một năm trong lịch Julius. 